# Torreskråka
Torreskråka (Corvus orru) är en fågel i familjen kråkfåglar inom ordningen tättingar.

## Fältkännetecken och levnadssätt
Kråkfåglar i Australien är mycket svåra att artbestämma. Alla är helsvarta med ljusa ögon, men skiljer sig något åt i läte, beteende, förekomst, längd på halsfjädrarna, näbblängd och storlek. Torreskråkan är medelstor (48–53 cm) med rätt kraftig näbb och korta halsfjädrar. I flykten verkar den kompakt med trubbiga vingar och kort stjärt. Bland lätena hörs rätt korta och upprepade "ah-ah-ah" samt ett unikt skallrande kväkande ljud. Den är den vanligaste kråkfågeln i de australiska städerna Darwin, Cairns och Brisbane.

## Utbredning och systematik
Torreskråkan förekommer från östra Indonesien via Nya Guinea till norra Australien. Den  delas in i tre underarter med följande utbredning:
- C. o. orru – förekommer i norra Moluckerna, västra papuanska öarna, Nya Guinea och D'Entrecasteaux-öarna
- C. o. latirostris – förekommer på Tanimbaröarna och Babaröarna (Arafurahavet)
- C. o. ceciliae – förekommer i större delen av norra fastlandet i Australien (utom västra Queensland)

Tidigare betraktades bismarckkråka (C. insularis) utgöra en underart, men den urskiljs nu oftast som egen art.

## Status och hot
Arten har ett stort utbredningsområde och tros öka i antal. Internationella naturvårdsunionen IUCN listar den därför som livskraftig (LC).